# Aechmea confertiflora
Espèce
Classification phylogénétique
Aechmea confertiflora est une espèce de plantes à fleurs de la famille des Bromeliaceae, endémique de Colombie.